# FKタンボフ
FCタンボフ（ФК Тамбов）は、ロシアのタンボフをホームタウンとするサッカークラブである。

## 歴史
クラブは2013年に創設された。2013-14シーズンはプロフェッショナル・フットボールリーグ中央地域で12位、2014-15シーズンは3位となった。2015-16シーズンに優勝し、フットボール・ナショナルリーグに昇格した。また、元ロシア代表監督のゲオルギー・ヤルツェフが代表に就任した。
2018-19シーズンにフットボール・ナショナルリーグで優勝しプレミアリーグに昇格。しかし、2020-21シーズンに財政難が表面化し、プレミアリーグでは最下位に沈んだ。シーズン終了後の2021年5月19日にクラブは破産に伴い活動停止を表明した。

## 獲得タイトル

### 国内タイトル
- ロシア・ナショナル・フットボールリーグ：1回
  - 2018-19
- ロシア・セカンドディビジョン：1回
  - 2015-16

### 国際タイトル
- なし

## 過去の成績
| シーズン | ディビジョン       | ディビジョン | ディビジョン | ディビジョン | ディビジョン | ディビジョン | ディビジョン | ディビジョン | ディビジョン | ロシア・カップ |
| シーズン | リーグ             | 試           | 勝           | 分           | 敗           | 得           | 失           | 点           | 順位         | ロシア・カップ |
| -------- | ------------------ | ------------ | ------------ | ------------ | ------------ | ------------ | ------------ | ------------ | ------------ | -------------- |
| 2016-17  | フットボールリーグ | 38           | 15           | 12           | 11           | 42           | 34           | 57           | 5位          | ベスト32       |
| 2017-18  | フットボールリーグ | 38           | 20           | 8            | 10           | 57           | 36           | 68           | 4位          | ベスト16       |
| 2018-19  | フットボールリーグ | 38           | 21           | 10           | 7            | 55           | 35           | 73           | 1位          | ベスト32       |
| 2019-20  | プレミアリーグ     | 30           | 9            | 4            | 17           | 37           | 41           | 31           | 14位         | ベスト32       |
| 2020-21  | プレミアリーグ     | 30           |              |              |              |              |              |              | 位           |                |

## 歴代監督
- セルゲイ・パヴシン 2013, 2020-

## 歴代所属選手

### GK
- セルゲイ・リジコフ 2020-

### MF
- ヴァギズ・ガリウリン 2018-2020
- セバスティアン・ティル 2020